# Isomyia sinharaja
Isomyia sinharaja är en tvåvingeart som beskrevs av Hiromu Kurahashi 2001. Isomyia sinharaja ingår i släktet Isomyia och familjen Rhiniidae. Inga underarter finns listade i Catalogue of Life.